# Cegeka Arena
Die Cegeka Arena (Eigenschreibweise: cegeka arena) ist ein Fußballstadion in der belgischen Stadt Genk in Limburg, der östlichsten Provinz der Region Flandern. Der Fußballverein KRC Genk tritt hier zu seinen Heimspielen an.

## Geschichte
Das 1999 eröffnete Stadion besitzt heute 23.718 Zuschauerplätze, davon 3.704 Stehplätze und 2.929 Businesssitze. Zu internationalen Partien sind 21.500 Zuschauer zugelassen. Sie ersetzte das André Dumontstadion als Spielstätte der KRC.
Die vier Tribünen liegen dicht am Spielfeld und sind überdacht. Die Arena ist mit 19 V.I.P.-Logen und 1.900 Business-Sitze ausgestattet. Des Weiteren ist eine Rasenheizung eingebaut. Im Jahr 2002 wurden die Überdachung des Stadions komplettiert und auf der Südtribüne die Stehplätze mit Klappsitzen ausgestattet, damit der Zuschauerrang bei internationalen Spielen genutzt werden darf.
In der Saison 2003/04 spielte der KVV Heusden-Zolder in der belgischen Ersten Division und blieb dort ein Jahr. Da die sonstige Spielstätte Mijnstadion nur etwa 9.000 Plätze hat, zog der Verein in das Stadion nach Genk um. Zum 1. Juni 2007 erhielt die Sportstätte den Namen Cristal Arena nach der belgischen Brauerei Cristal Alken. Dieser Sponsorenvertrag lief über neun Jahre. Von 1990 bis 1999 hieß die Sportanlage Thyl Gheyselinckstadion, danach bis 2007 Fenix-Stadion. 2007 wurde die Haupttribüne renoviert und die Logen und Business-Seats mit neuester Technik ausgestattet.
Wie der KRC Genk auf seiner Website am 7. Juni 2016 meldete, wird die Cristal Arena zukünftig den Namen Luminus Arena tragen wird. Der Sponsoringvertrag mit dem belgischen Energiedienstleister EDF Luminus hatte eine Laufzeit bis in das Jahr 2020. Die Arena wurde in der Vertragslaufzeit das erste CO2-neutrale Stadion in Belgien. Dafür wurden die Kühl- und Heizsysteme modernisiert. Darüber hinaus wurde eine Photovoltaikanlage mit 400 Solarmodulen auf dem Stadiondach installiert.
Ende August 2021 änderte sich der Name in Cegeka Arena. Mit dem IT-Unternehmen Cegeka Group soll die Arena das erste Fußballstadion in Belgien mit dem Mobilfunkstandard 5G werden.

## Länderspiele
Die belgische Fußballnationalmannschaft der Männer bestritt in der Arena bisher vier Partien.
Männer
- 24. Mai 2006:  Belgien –  Türkei 2:3 (Freundschaftsspiel)
- 11. Feb. 2009:  Belgien –  Slowenien 2:0 (Freundschaftsspiel)
- 28. Mär. 2009:  Belgien –  Bosnien und Herzegowina 2:4 (Qualifikation zur WM 2010)
- 26. Mai 2014:  Belgien –  Luxemburg 5:1 (Freundschaftsspiel)